# Jean-Pierre Hansen
Jean-Pierre Hansen, luksemburški kemik, * 10. maj 1942.

## Priznanja

### Nagrade
- Rumfordova medalja, 2006

1. ↑  data.bnf.fr: platforma za odprte podatke — 2011.